# Cameron Jordan
Cameron Tyler Jordan (nacido el 10 de julio de 1989) es un jugador profesional de fútbol americano estadounidense que juega en la posición de defensive end y actualmente milita en los New Orleans Saints de la National Football League (NFL).

## Biografía
Jordan asistió a Chandler High School en Chandler, Arizona, donde practicó fútbol americano y atletismo con los Chandler Wolves. En fútbol, ganó los honores All-State en su año sénior, tras registrar 85 tackles y 17.5 sacks. Fue considerado un 3 estrellas por Rivals.com.
Tras su paso por el instituto, Jordan se graduó en California, donde jugó para los Golden Bears. Allí finalizó su carrera con 175 tackles y 16.5 sacks. También logró 1 intercepción, 5 pases desviados, 4 fumbles forzados y 5 recuperados, que retornó para un total de 41 yardas y 2 touchdowns.

## Carrera

### New Orleans Saints
Jordan fue seleccionado por los New Orleans Saints en la primera ronda (puesto 24) del draft de 2011. El 2 de agosto de 2011, firmó un contrato de cuatro años por $7.7 millones.
El 6 de abril de 2020, Cameron fue anunciado como uno de los cuatro defensive ends del equipo All-Decade de la década de 2010-2019, junto a J. J. Watt, Calais Campbell y Julius Peppers.

## Estadísticas generales
|  | Seleccionado al Pro Bowl |

| Año   | Equipo | Juegos | Juegos | Tacleadas | Tacleadas | Tacleadas | Tacleadas | Intercepciones | Intercepciones | Intercepciones | Intercepciones | Intercepciones | Intercepciones | Balones sueltos | Balones sueltos |
| Año   | Equipo | GP     | GS     | Comb      | Total     | Ast       | Sck       | PDef           | Int            | Yds            | Avg            | Lng            | TDs            | FF              | FR              |
| ----- | ------ | ------ | ------ | --------- | --------- | --------- | --------- | -------------- | -------------- | -------------- | -------------- | -------------- | -------------- | --------------- | --------------- |
| 2011  | NO     | 16     | 15     | 31        | 18        | 13        | 1.0       | 4              | --             | --             | --             | --             | --             | 0               | 1               |
| 2012  | NO     | 16     | 16     | 67        | 41        | 26        | 8.0       | 3              | --             | --             | --             | --             | --             | 3               | 2               |
| 2013  | NO     | 16     | 16     | 47        | 29        | 18        | 12.5      | 4              | --             | --             | --             | --             | --             | 2               | 2               |
| 2014  | NO     | 16     | 16     | 51        | 32        | 19        | 7.5       | 5              | 1              | 6              | 6.0            | 6              | 0              | 0               | 1               |
| 2015  | NO     | 16     | 16     | 45        | 32        | 13        | 10.0      | 5              | --             | --             | --             | --             | --             | 1               | 2               |
| 2016  | NO     | 16     | 16     | 58        | 40        | 18        | 7.5       | 6              | --             | --             | --             | --             | --             | 1               | 0               |
| 2017  | NO     | 16     | 16     | 62        | 48        | 14        | 13.0      | 11             | 1              | 0              | 0              | 0              | 1              | 2               | 0               |
| 2018  | NO     | 16     | 16     | 49        | 35        | 14        | 12.0      | 6              | --             | --             | --             | --             | --             | 1               | 1               |
| 2019  | NO     | 16     | 16     | 53        | 37        | 16        | 15.5      | 3              | --             | --             | --             | --             | --             | 0               | 1               |
| 2020  | NO     | 16     | 16     | 51        | 34        | 17        | 7.5       | 3              | --             | --             | --             | --             | --             | 1               | 0               |
| Total | Total  | 160    | 159    | 514       | 346       | 168       | 94.5      | 50             | 2              | 6              | 3.0            | 6              | 1              | 11              | 10              |

Fuente: Pro-Football-Reference.com